# Oxyteleia punctata
Oxyteleia punctata är en stekelart som först beskrevs av William Harris Ashmead 1894.  Oxyteleia punctata ingår i släktet Oxyteleia och familjen Scelionidae. Inga underarter finns listade i Catalogue of Life.